# Gwardia Warszawa (piłka nożna)

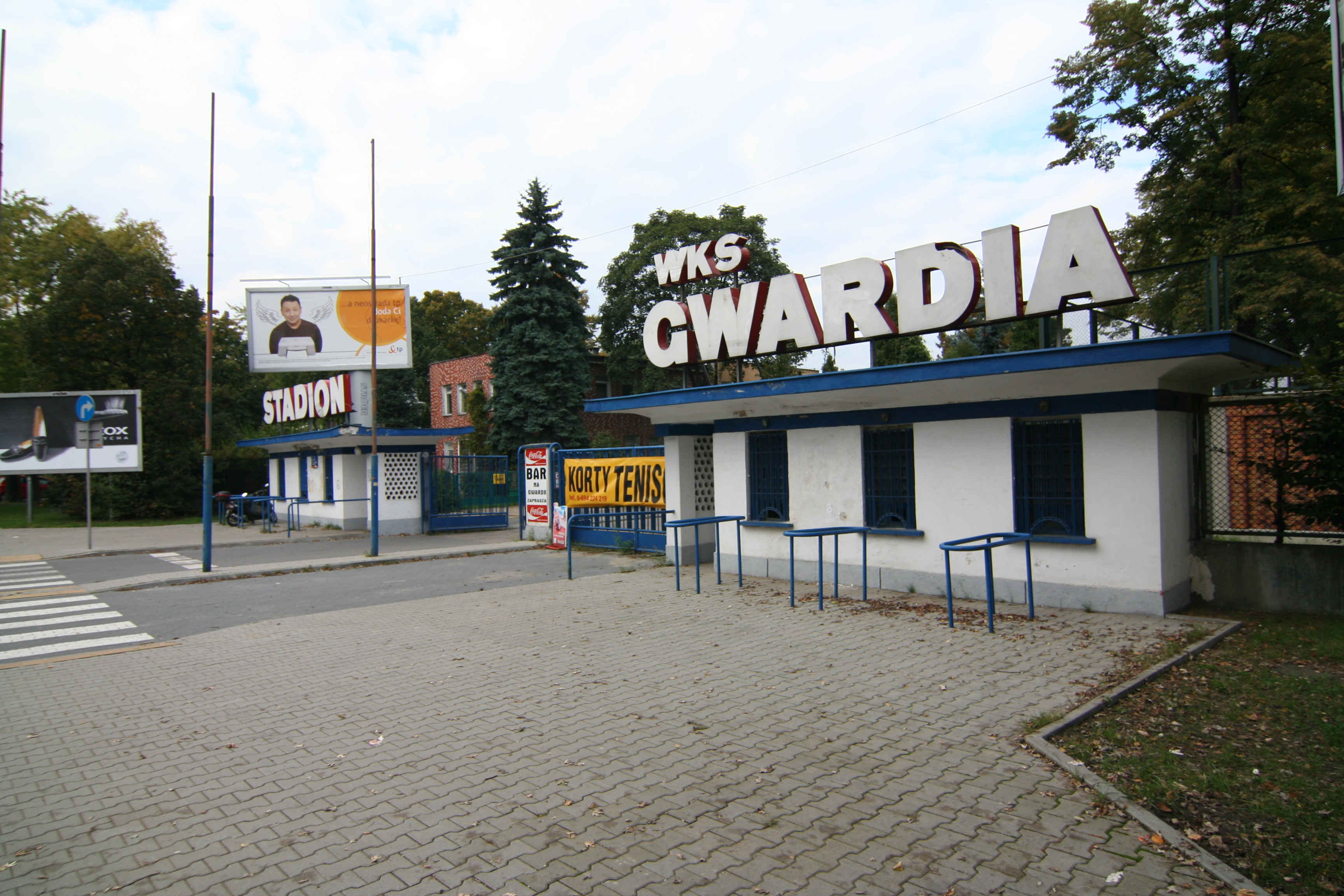
Dawny stadion Gwardii Warszawa

WKS Gwardia Warszawa – polski klub piłkarski z siedzibą w Warszawie, utworzony w 1948 r., jako sekcja piłki nożnej wielosekcyjnej Gwardii Warszawa.
Do sezonu 2017/18 prowadził drużynę seniorską, występującą wówczas w klasie A (grupa Warszawa III). W sezonie 2018/19 zespół Gwardii nie przystąpił do rozgrywek kolejnej edycji.

## Sukcesy
Krajowe
- Wicemistrzostwo Polski – 1957
- 3. miejsce w I lidze (2x) – 1959, 1972/73
- Puchar Polski – 1953/54
- Finał Pucharu Polski – 1973/74

Międzynarodowe
- 1/8 finału Pucharu Europy Mistrzów Krajowych – 1955/56[4]
- 1/8 finału Pucharu Zdobywców Pucharów – 1974/75

## Europejskie puchary
Legenda do wszystkich tabel:
- Q – runda eliminacyjna, 1/16, 1/8, 1/4, 1/2 – odpowiednia faza rozgrywek, Grupa – runda grupowa, 1r gr – pierwsza runda grupowa, 2r gr – druga runda grupowa, F – finał, R – runda, PO – play-off
- k. – rzuty karne, los. – losowanie, Dogr. – dogrywka, w. – zasada bramek strzelonych na wyjeździe

| Sezon   | Rozgrywki                 | Runda | Klub                  | Dom | Wyjazd | Ogólnie           |
| ------- | ------------------------- | ----- | --------------------- | --- | ------ | ----------------- |
| 1955/56 | Puchar Europy             | 1R    | Djurgårdens IF        | 1–4 | 0–0    | 1–4               |
| 1957/58 | Puchar Europy             | Q     | FC Erzgebirge Aue     | 3–1 | 1–3    | 4–4, 1–1 (N) *los |
| 1969/70 | Puchar Miast Targowych    | 1R    | FK Vojvodina Nowy Sad | 1–0 | 1–1    | 2–1               |
| 1969/70 | Puchar Miast Targowych    | 2R    | Dunfermline Athletic  | 0–1 | 1–2    | 1–3               |
| 1973/74 | Puchar UEFA               | 1R    | Ferencvárosi TC       | 2–1 | 1–0    | 3–1               |
| 1973/74 | Puchar UEFA               | 2R    | Feyenoord             | 1–0 | 1–3    | 2–3               |
| 1974/75 | Puchar Zdobywców Pucharów | 1R    | Bologna FC            | 2–1 | 1–2    | 3–3, k: 5–3       |
| 1974/75 | Puchar Zdobywców Pucharów | 2R    | PSV Eindhoven         | 1–5 | 0–3    | 1–8               |

## Klubowe rekordy
- Debiut w ekstraklasie: 1953
- Najwięcej bramek w lidze: Stanisław Hachorek, 86, 1953-1962
- Najwięcej meczów w lidze: Roman Jurczak, 248, 1959-1972

### Sezon po sezonie

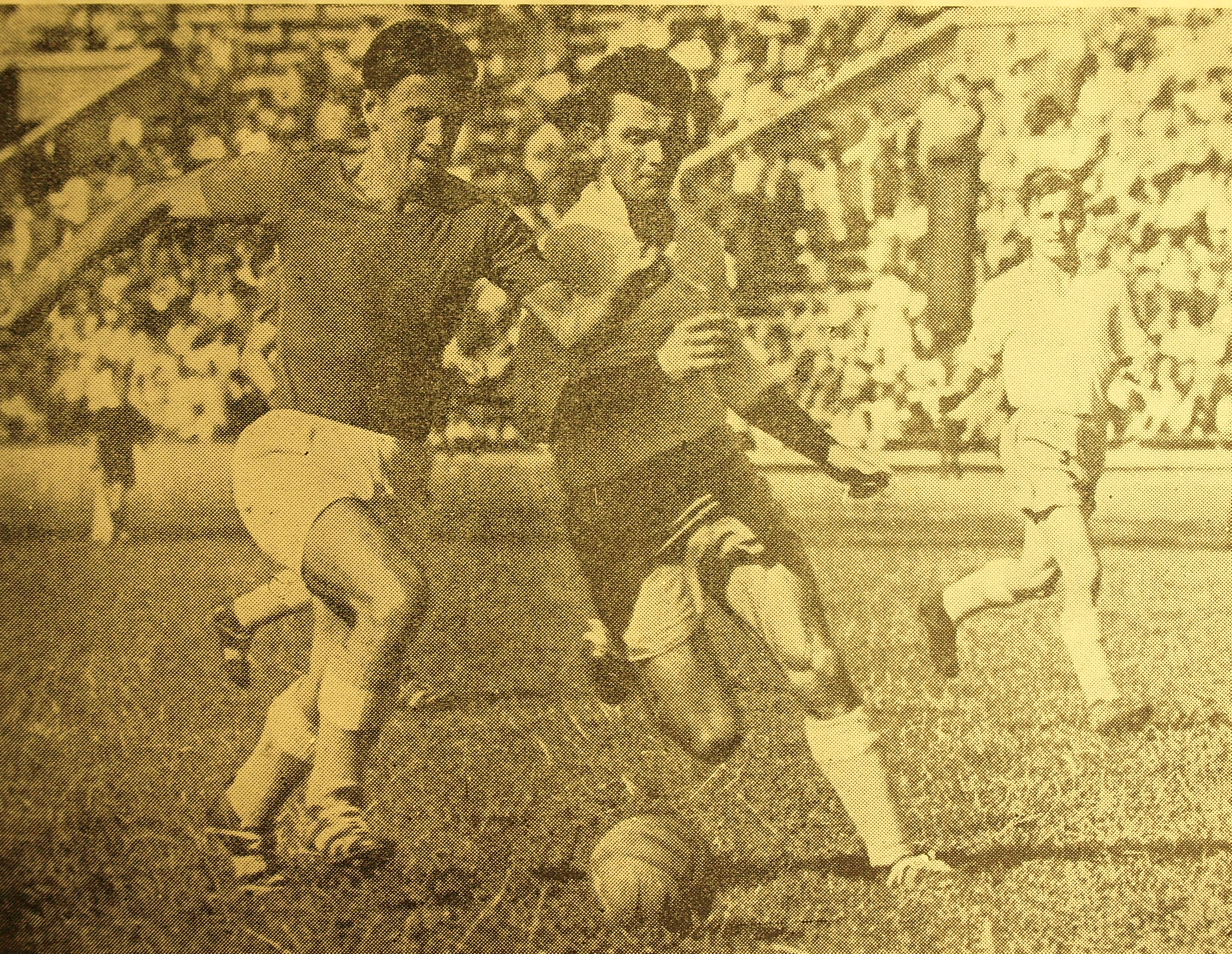
Mecz z Ruchem Chorzów, ok. 1960 roku

| Sezon                                                             | Rozgrywki ligowe | Rozgrywki ligowe                   | Rozgrywki ligowe | Puchar Polski (rozgrywki centralne) | Rozgrywki europejskie     | Rozgrywki europejskie |
| Sezon                                                             | Liga             | Liga                               | Miejsce          | Puchar Polski (rozgrywki centralne) | Puchar                    | Etap                  |
| ----------------------------------------------------------------- | ---------------- | ---------------------------------- | ---------------- | ----------------------------------- | ------------------------- | --------------------- |
| 1951                                                              | II               | II liga (gr. B)                    | 1/8              | –                                   | nie rozgrywano            | nie rozgrywano        |
| 1952                                                              | II               | II liga (gr. B)                    | 1/10             | III runda                           | nie rozgrywano            | nie rozgrywano        |
| 1953                                                              | I                | I liga                             | 4/12             | nie rozgrywano                      | nie rozgrywano            | nie rozgrywano        |
| 1954                                                              | I                | I liga                             | 4/11             | zwycięstwo                          | nie rozgrywano            | nie rozgrywano        |
| 1955                                                              | I                | I liga                             | 4/12             | 1/2 finału                          | Puchar Europy             | 1/8 finału            |
| 1956                                                              | I                | I liga                             | 9/12             | 1/16 finału                         | –                         | –                     |
| 1957                                                              | I                | I liga                             | 2/12             | 1/2 finału                          | Puchar Europy             | 1/16 finału           |
| 1958                                                              | I                | I liga                             | 5/12             | nie rozgrywano                      | –                         | –                     |
| 1959                                                              | I                | I liga                             | 3/12             | nie rozgrywano                      | –                         | –                     |
| 1960                                                              | I                | I liga                             | 11/12            | nie rozgrywano                      | –                         | –                     |
| 1961                                                              | II               | II liga                            | 1/18             | nie rozgrywano                      | –                         | –                     |
| 1962                                                              | I                | I liga                             | 12/14            | 1/8 finału                          | –                         | –                     |
| 1962/1963                                                         | I                | I liga                             | 10/14            | 1/16 finału                         | –                         | –                     |
| 1963/1964                                                         | I                | I liga                             | 9/14             | 1/8 finału                          | –                         | –                     |
| 1964/1965                                                         | I                | I liga                             | 6/14             | 1/4 finału                          | –                         | –                     |
| 1965/1966                                                         | I                | I liga                             | 14/14            | 1/8 finału                          | –                         | –                     |
| 1966/1967                                                         | II               | II liga                            | 1/16             | 1/4 finału                          | –                         | –                     |
| 1967/1968                                                         | I                | I liga                             | 14/14            | 1/16 finału                         | –                         | –                     |
| 1968/1969                                                         | II               | II liga                            | 1/16             | 1/2 finału                          | –                         | –                     |
| 1969/1970                                                         | I                | I liga                             | 6/14             | 1/16 finału                         | Puchar Miast Targowych    | 1/16 finału           |
| 1970/1971                                                         | I                | I liga                             | 11/14            | 1/4 finału                          | –                         | –                     |
| 1971/1972                                                         | I                | I liga                             | 6/14             | 1/18 finału                         | –                         | –                     |
| 1972/1973                                                         | I                | I liga                             | 3/14             | 1/16 finału                         | –                         | –                     |
| 1973/1974                                                         | I                | I liga                             | 9/16             | finał                               | Puchar UEFA               | 1/16 finału           |
| 1974/1975                                                         | I                | I liga                             | 15/16            | 1/16 finału                         | Puchar Zdobywców Pucharów | 1/8 finału            |
| 1975/1976                                                         | II               | II liga (gr. południowa)           | 11/16            | 1/8 finału                          | –                         | –                     |
| 1976/1977                                                         | II               | II liga (gr. północna)             | 9/16             | 1/16 finału                         | –                         | –                     |
| 1977/1978                                                         | II               | II liga (gr. północna)             | 1/16             | I runda                             | –                         | –                     |
| 1978/1979                                                         | I                | I liga                             | 16/16            | 1/8 finału                          | –                         | –                     |
| 1979/1980                                                         | II               | II liga (gr. wschodnia)            | 2/16             | 1/8 finału                          | –                         | –                     |
| 1980/1981                                                         | II               | II liga (gr. wschodnia)            | 1/16             | II runda                            | –                         | –                     |
| 1981/1982                                                         | I                | I liga                             | 7/16             | 1/8 finału                          | –                         | –                     |
| 1982/1983                                                         | I                | I liga                             | 16/16            | 1/16 finału                         | –                         | –                     |
| 1983/1984                                                         | II               | II liga (gr. zachodnia)            | 10/16            | 1/16 finału                         | –                         | –                     |
| 1984/1985                                                         | II               | II liga (gr. zachodnia)            | 2/16             | 1/8 finału                          | –                         | –                     |
| 1985/1986                                                         | II               | II liga (gr. zachodnia)            | 11/16            | III runda                           | –                         | –                     |
| 1986/1987                                                         | II               | II liga (gr. zachodnia)            | 12/16            | III runda                           | –                         | –                     |
| 1987/1988                                                         | II               | II liga (gr. zachodnia)            | 11/16            | III runda                           | –                         | –                     |
| 1988/1989                                                         | II               | II liga (gr. zachodnia)            | 3/16             | II runda                            | –                         | –                     |
| 1989/1990                                                         | II               | II liga                            | 6/20             | III runda                           | –                         | –                     |
| 1990/1991                                                         | II               | II liga                            | 18/20            | 1/16 finału                         | –                         | –                     |
| 1991/1992                                                         | II               | II liga (gr. wschodnia)            | 15/18            | 1/16 finału                         | –                         | –                     |
| 1992/1993                                                         | III              | III liga (gr. IV)                  | 8/16             | II runda                            | –                         | –                     |
| 1993/1994                                                         | III              | III liga (gr. II)                  | 4/16             | –                                   | –                         | –                     |
| 1994/1995                                                         | III              | III liga (gr. I)                   | 9/16             | –                                   | –                         | –                     |
| 1995/1996                                                         | III              | III liga (gr. II)                  | 4/16             | –                                   | –                         | –                     |
| 1996/1997                                                         | III              | III liga (gr. VII)                 | 9/16             | –                                   | –                         | –                     |
| 1997/1998                                                         | III              | III liga (gr. VII)                 | 1/18             | I runda                             | –                         | –                     |
| 1998/1999                                                         | III              | III liga (gr. IV)                  | 6/18             | –                                   | –                         | –                     |
| 1999/2000                                                         | III              | III liga (gr. I)                   | 3/18             | –                                   | –                         | –                     |
| 2000/2001                                                         | III              | III liga (gr. I)                   | 3/20             | –                                   | –                         | –                     |
| 2001/2002                                                         | III              | III liga (gr. I)                   | 2/18             | –                                   | –                         | –                     |
| 2002/2003                                                         | III              | III liga (gr. I)                   | 2/16             | –                                   | –                         | –                     |
| 2003/2004                                                         | III              | III liga (gr. I)                   | 4/16             | –                                   | –                         | –                     |
| 2004/2005                                                         | III              | III liga (gr. I)                   | 14/16            | –                                   | –                         | –                     |
| 2005/2006                                                         | IV               | IV liga (gr. mazowiecka)           | 12/18            | –                                   | –                         | –                     |
| 2006/2007                                                         | IV               | IV liga (gr. mazowiecka)           | 18/18            | –                                   | –                         | –                     |
| 2007/2008                                                         | V                | V liga (gr. mazowiecka – południe) | 16/16            | –                                   | –                         | –                     |
| 2008/2009                                                         | VI               | Liga okręgowa (gr. Warszawa I)     | 12/16            | –                                   | –                         | –                     |
| 2009/2010                                                         | VI               | Liga okręgowa (gr. Warszawa II)    | 16/16            | –                                   | –                         | –                     |
| 2010/2011                                                         | VII              | Klasa A (gr. Warszawa III)         | 1/14             | –                                   | –                         | –                     |
| 2011/2012                                                         | VI               | Liga okręgowa (gr. Warszawa I)     | 14/16            | –                                   | –                         | –                     |
| 2012/2013                                                         | VII              | Klasa A (gr. Warszawa III)         | 8/14             | –                                   | –                         | –                     |
| 2013/2014                                                         | VII              | Klasa A (gr. Warszawa III)         | 6/14             | –                                   | –                         | –                     |
| 2014/2015                                                         | VII              | Klasa A (gr. Warszawa III)         | 14/14            | –                                   | –                         | –                     |
| 2015/2016                                                         | VIII             | Klasa B (gr. Warszawa III)         | 6/10             | –                                   | –                         | –                     |
| 2016/2017                                                         | VIII             | Klasa B (gr. Warszawa III)         | 1/12             | –                                   | –                         | –                     |
| 2017/2018                                                         | VII              | Klasa A (gr. Warszawa III)         | 12/14            | –                                   | –                         | –                     |
| od sezonu 2018/2019 klub nie przystępuje do rozgrywek seniorskich |                  |                                    |                  |                                     |                           |                       |

Bilans ligowy od 1951 roku:
| Poziom ligowy | Liczba sezonów | Sezony                                                                 |
| ------------- | -------------- | ---------------------------------------------------------------------- |
| I             | 23             | 1953–1960, 1962–1966, 1967/1968, 1969–1975, 1978/1979, 1981–1983       |
| II            | 19             | 1951–1952, 1961, 1966/1967, 1968/1969, 1975–1978, 1979–1981, 1983–1992 |
| III           | 13             | 1992–2005                                                              |
| IV            | 2              | 2005–2007                                                              |
| V             | 1              | 2007/2008                                                              |
| VI            | 3              | 2008–2010, 2011/2012                                                   |
| VII           | 4              | 2010/2011, 2012–2015, 2017/2018                                        |
| VIII          | 2              | 2015–2017                                                              |

## Stadion
Na Stadionie Gwardii przy ul. Racławickiej 132 odbyło się wiele koncertów m.in.: Aerosmith, Andrea Bocelli, Carlos Santana, Extreme, Iron Maiden, Tina Turner i Metallica.
W 2012 r. stadion został zamknięty przez nadzór budowany, a w 2018 r. rozpoczęła się jego rozbiórka.

## Galeria

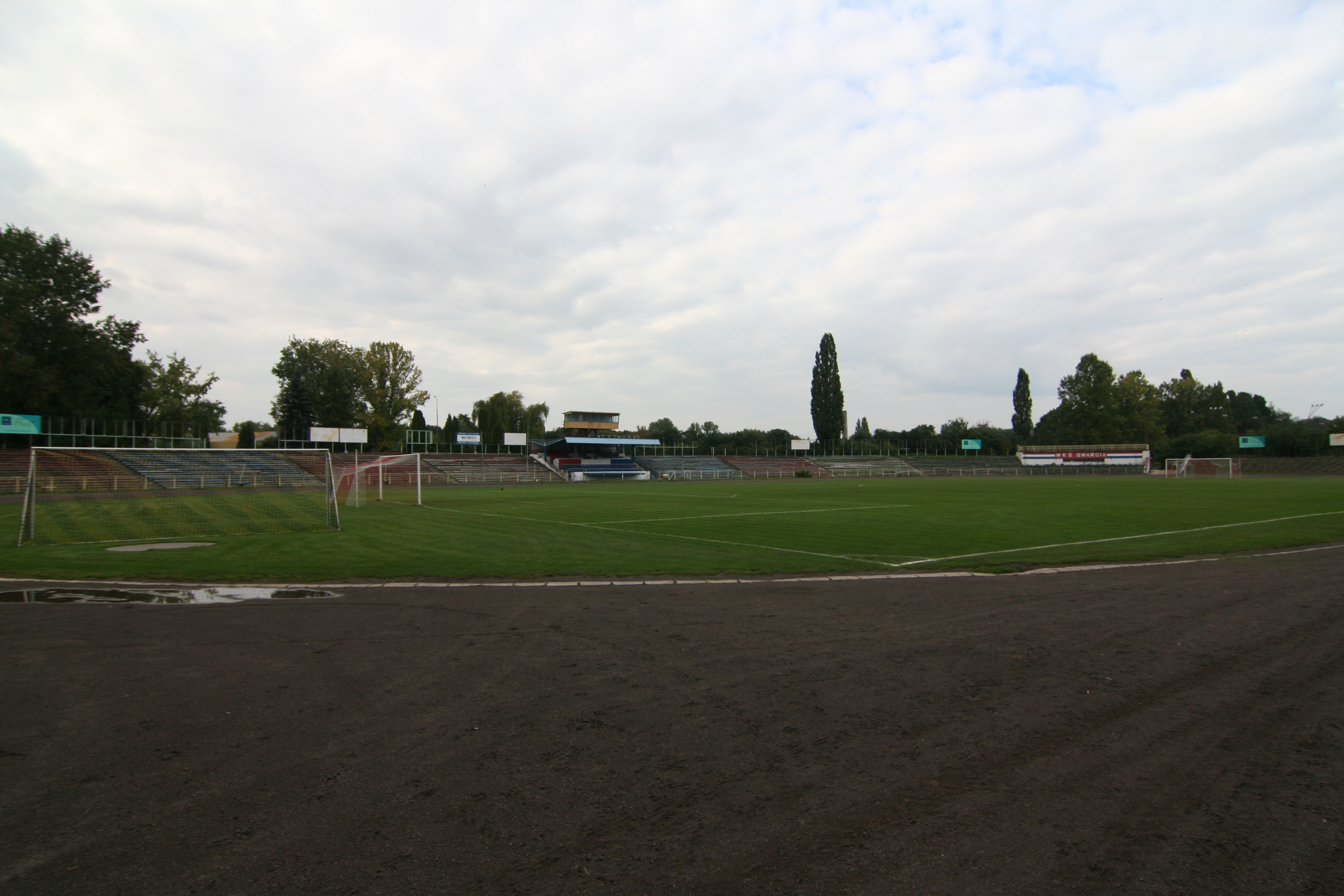
Murawa stadionu
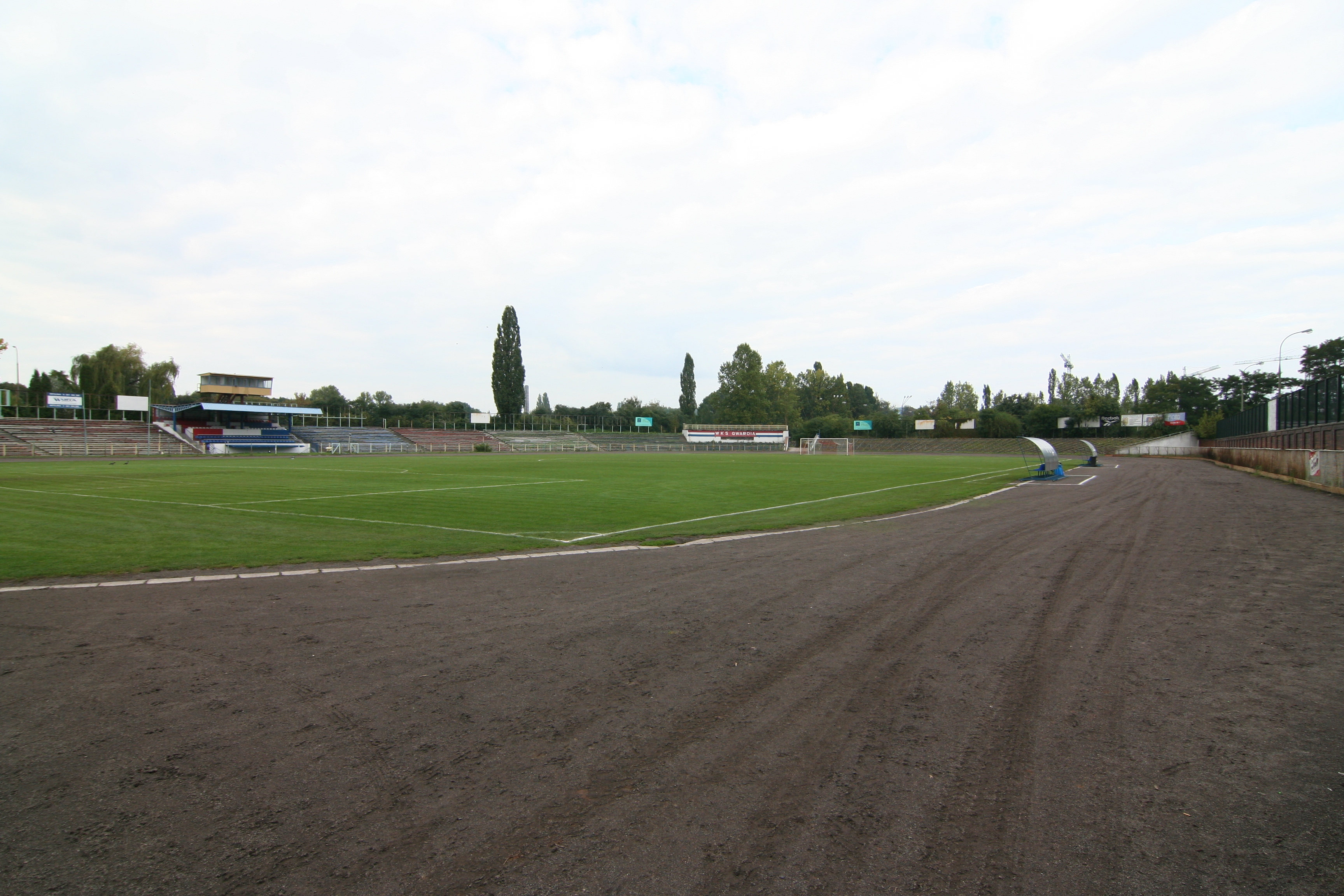
Widok na płytę boiska
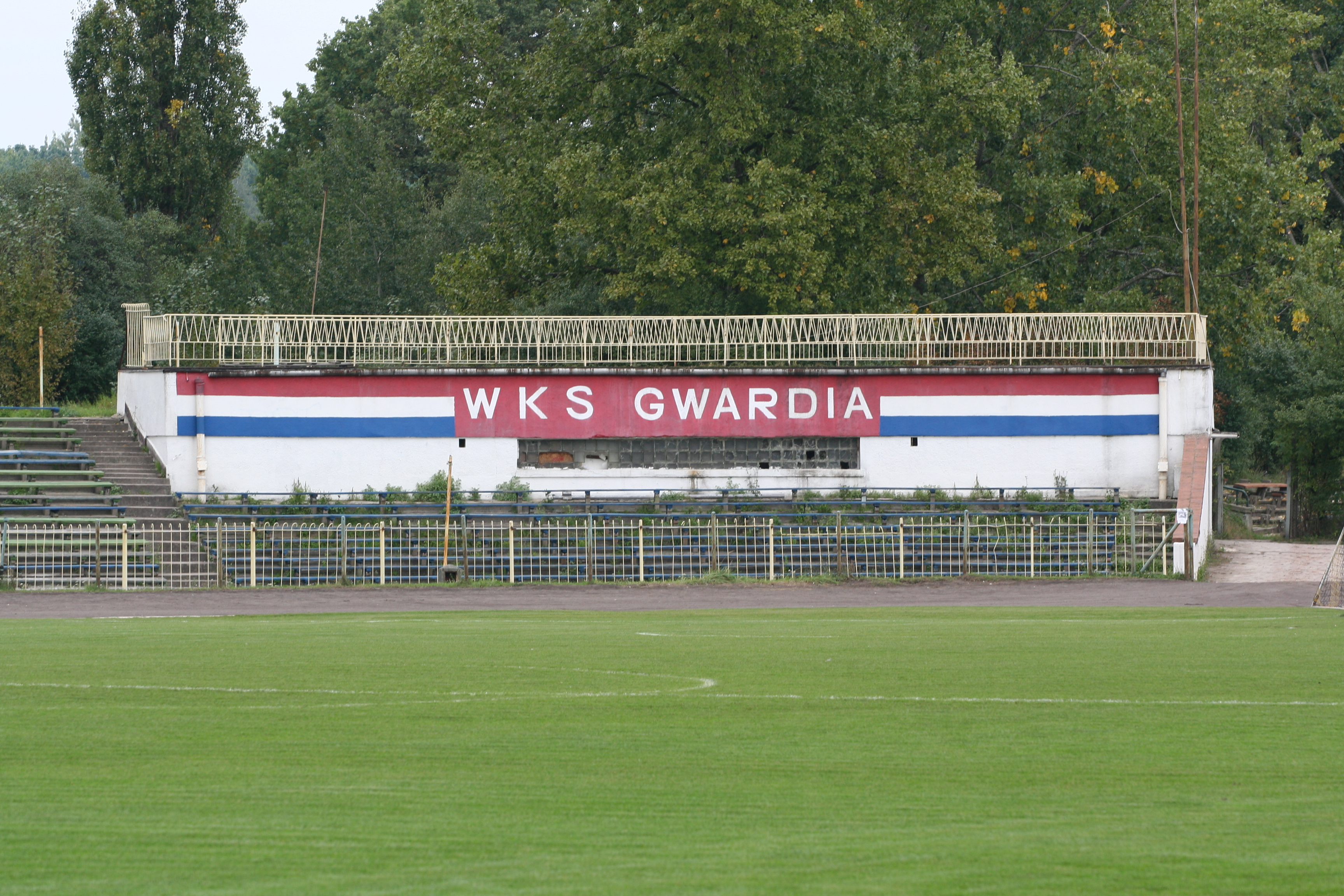
Trybuny stadionu
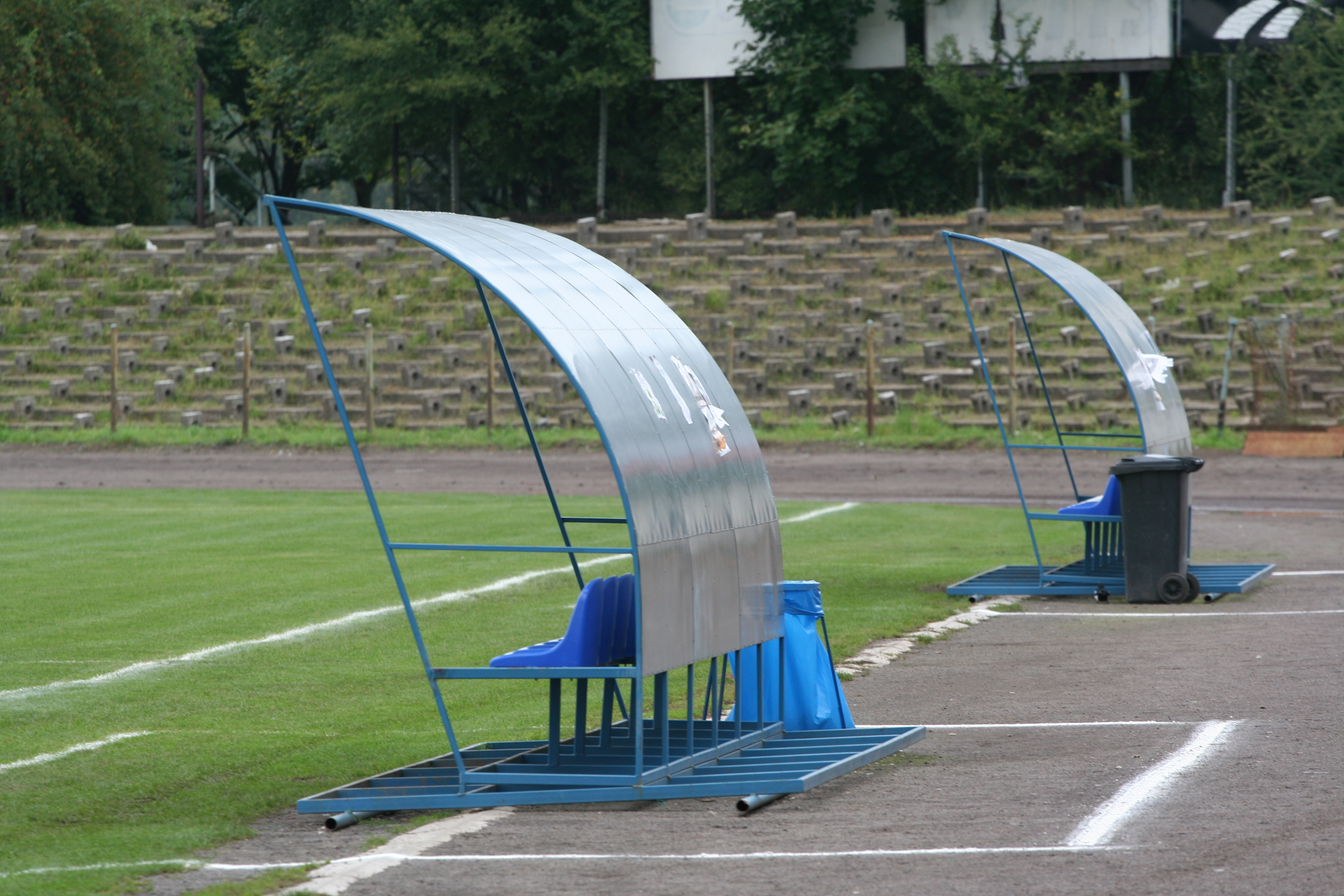
Ławki drużyn
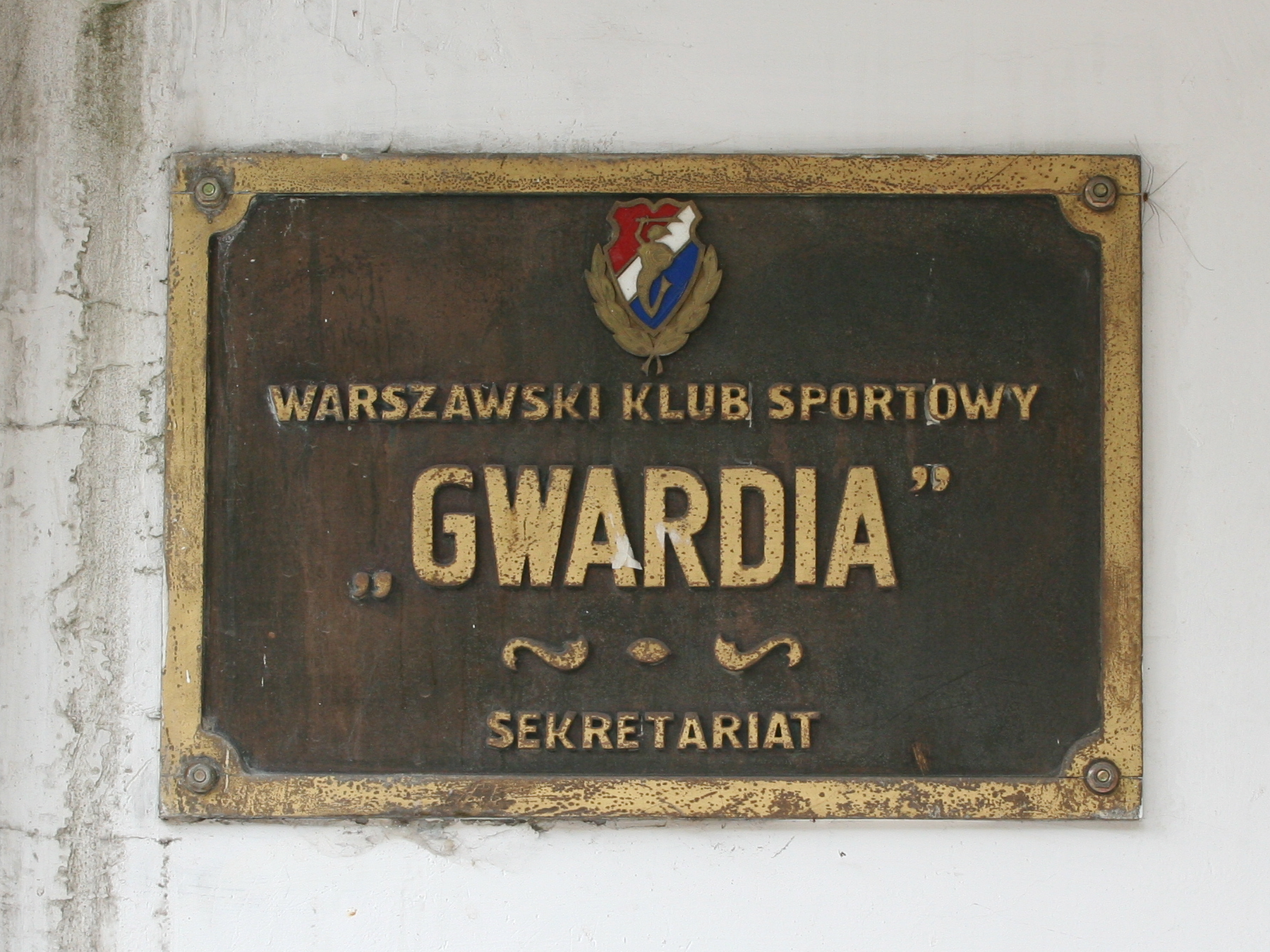
Wejście do sekretariatu
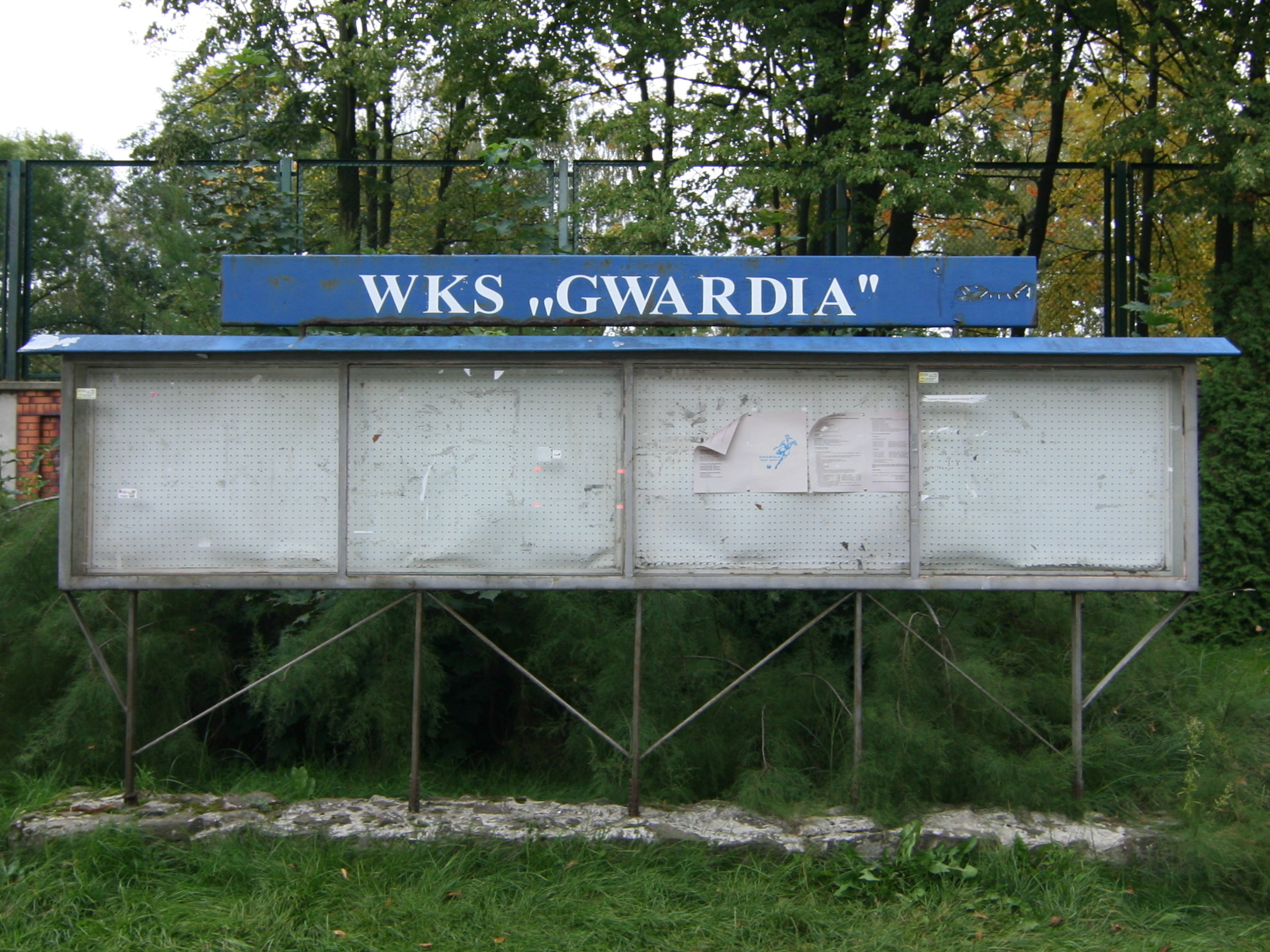
Tablica ogłoszeniowa